# Touch Me There
Touch Me There is een nummer van de Nederlandse band Total Touch. Het is de eerste single van hun titelloze debuutalbum uit 1996. In mei dat jaar werd het nummer op single uitgebracht.

## Achtergrond
In Nederland werd de single veel gedraaid op de landelijke radiozenders en werd een grote hit. Dit betekende tevens de doorbraak voor de band. De single behaalde de 14e positie in de Nederlandse Top 40 en Dancesmash op Radio 538 en de 13e positie in de publieke hitlijst; de Mega Top 50 op Radio 3FM.
In België werd de single regelmatig gedraaid op de radio. Desondanks werd géén notering behaald in zowel de Vlaamse Ultratop 50, de Vlaamse Radio 2 Top 30 als de Waalse Ultratop 50.
In 2016, 20 jaar na het origineel, maakte zangeres Sharon Doorson een cover van de single. Deze versie haalde in Nederland de 12e positie in de Tipparade.